# РНК вирус
РНК-вирус е вирус, който принадлежи към III, IV или V група на балтиморската система за класификация на вирусите. Като такива те носят генетичния си материал в РНК и не се размножават, използвайки ДНК за посредник. Нуклеиновата киселина обикновено е едноверижна РНК, но понякога може да бъде и двуверижна РНК. Известни патогенни при хората РНК вируси са вирусите на ТОРС (SARS), грип и хепатит C. Валтер Фирс (Гентски университет, Белгия) първи е установил пълната нуклеотидна секвенция на ген (1972) и на вирусния геном на вирус: Бактериофаг MS2-РНК (1976).